# Guy Arvidsson
Guy Nils Arvid Arvidsson, född 24 november 1918 i Norra Mellby församling, i dåvarande Kristianstads län, död 20 november 1973 i Stockholm, var en svensk nationalekonom, professor och statlig utredare.
Guy Arvidsson var son till fabrikören Arvid Nilsson och Ingeborg Johnsson. Han tog studentexamen i Hässleholm och blev politices magister vid Lunds universitet 1942 och filosofie licentiat i nationalekonomi 1944. Hans licentiatavhandling, som han skrev hos professor Johan Åkerman handlade om kapitalteori och räntepolitik. Han tillbringade också ett år vid University of Cambridge, där han bland annat träffade John Maynard Keynes. Arvidsson var anställd vid Handelsdepartementet 1945–1947 och Riksgäldskontoret 1950–1958. Han var preceptor i nationalekonomi i Lund 1959–1961 och var professor där 1961–1969, som efterträdare till Johan Åkerman, och efterträddes i sin tur av Ingemar Ståhl. Arvidsson, som var en matematiskt orienterad nationalekonom, reformerade utbildningen i nationalekonomi i Lund genom att införa de internationellt accepterade teoribildningar som kommit att utgöra ämnets kärna sedan mikroekonomi och makroekonomi etablerats som tydliga delområden under 1950-talet. 1969–1973 var han professor i nationalekonomi vid Stockholms universitet.
Arvidsson introducerade tillsammans med Peter Bohm formaliserad välfärdsteori i Sverige.
Arvidsson arbetade inom flera olika statliga utredningar. Han var sekretarare i 1951 års bostadsutredning, ledamot av 1951 års penningvärdeundersökning och Värdesäkringskommittén, som hade Per Eckerberg som ordförande och som bland annat berörde frågan om införande av indexlån. Han var ordförande för utredning rörande ägandeförhållanden och maktkoncentration inom det privata näringslivet, den så kallade Koncentrationsutredningen, från 1961. Han skrev Bostadsfinansiering och kreditpolitik (1958), Bidrag till teorin för verkningar av räntevariationer (1962) samt skrev tidskriftsartiklar.
År 1950 gifte han sig med Marianne Hellström (1919–2016), tidigare gift Björk, dotter till professor John Hellström och Lisa Claréus. Hon har varit avdelningsdirektör vid Statens pris- och kartellnämnd. De fick sönerna Dag Arvidsson 1952 och Johan Arvidsson 1957.